# میرزا عبدالقادر پاوه‌ای
میرزا عبدالقادر پاوه‌ای (به کردی: میرزا عەبدۆلقادری پاوەیی) (زاده: ۱۸۵۰ در پاوه، کرمانشاه – درگذشت: ۱۹۱۰ در کرمانشاه، کرمانشاه)، با تخلص شعری «قادر»، هم‌چنین شناخته‌شده با نام محزون پاوه‌ای (به کردی: مەحزون پاوەیی)، شاعر و نویسندهٔ کرد اهل پاوه است که به زبان کردی گورانی (هورامی) شعر می‌سروده است.

## تصحیح دیوان سید صالح ماهیدشتی
میرزا عبدالقادر پاوه‌ای با سید صالح ماهیدشتی رابطهٔ نزدیکی داشت و به سبب همین نزدیکی و معاشرت، سید صالح دیوان خود را برای تصحیح به وی سپرد. نخستین چاپ دیوان اشعار سید صالح با عنوان کنزالعرفان که به کوشش محمدحسن‌خان صارم‌السلطنه انجام شده‌است بر مبنای این تصحیح بوده‌است.